# Burt Young
Gerald Tommaso DeLouise, mer känd under artistnamnet Burt Young, född 30 april 1940 i Queens i New York, död 8 oktober 2023 i Los Angeles, Kalifornien, var en amerikansk skådespelare.
Young började sin karriär i slutet av 1960-talet. Hans mest kända filmkaraktärisering var som Paulie, Rocky Balboas bästa vän, i Rocky-filmerna. Han medverkade i samtliga sex filmer. Hans framträdande i Rocky (1976) gav honom en Oscarsnominering.

## Filmografi i urval
- 1970 – Carnival of Blood
- 1971 – Born to Win
- 1971 – The Gang That Couldn't Shoot Straight
- 1974 – Chinatown
- 1975 – Killer Elite - Mördargänget
- 1976 – Rocky
- 1978 – Konvoj
- 1979 – Rocky II
- 1982 – Huset som gud glömde 2
- 1982 – Rocky III
- 1984 – Den stora stöten
- 1984 – Once Upon a Time in America
- 1985 – Rocky IV
- 1986 – Back to School
- 1989 – Slutstation Brooklyn
- 1990 – Betsy's Wedding
- 1990 – Rocky V
- 1997 – She's So Lovely
- 1999 – Mickey Blue Eyes
- 2002 – Pluto Nash
- 2005 – Transamerica
- 2006 – Rocky Balboa
- 2009 – New York, I Love You